# Sempronia de provinciis
La lex Sempronia de provinciis va ser una antiga llei romana proposada per Gai Semproni Grac l'any 123 aC. Establia que abans de celebrar-se el comicis consulars de cada any, el senat havia de decretar l'assignació de les dues províncies proconsulars i que els cònsols electes després se les podrien repartir entre ells.